# Dmytro Skapintsev
Dmytro Viatcheslavovytch Skapintsev (en ukrainien : Дмитро В'ячеславович Скапінцев), né le 12 mai 1998 à Tcherkassy en Ukraine, est un joueur ukrainien de basket-ball évoluant au poste de pivot.

## Biographie

### Knicks de New York (décembre 2023)
Fin décembre 2023, il signe un contrat two-way avec les Knicks de New York. Il est coupé quelques jours après.